# Vocoide
Vocoide é um fone vocálico, não-consonantal. Os sons usados num idioma podem ser divididos, de acordo com algumas terminologias, em vocoides e contoides.